# Dinochloa macclellandii
Dinochloa macclellandii là một loài thực vật có hoa trong họ Hòa thảo. Loài này được (Munro) Kurz mô tả khoa học đầu tiên năm 1873.